# Chandriá
Chandriá (grec moderne : Χανδριά) est un village de Chypre de plus de 162 habitants.